# Vùng tối

Vùng tối địa chấn (từ USGS)

Sóng ngang (sóng S) không thể di chuyển trong lõi ngoài lỏng (outer core) nên không thể được xác định ở mặt bên kia của Trái Đất.

Vùng tối địa chấn là một khu vực trên bề mặt trái Đất nơi địa chấn kế không thể phát hiện một trận động đất sau khi sóng địa chấn đã di chuyển qua trái Đất. Khi một trận động đất xảy ra, sóng địa chấn tỏa ra xung quanh từ chấn tiêu. Sóng P bị khúc xạ bởi lõi ngoài lỏng của trái Đất và không phát hiện được giữa 104° và 140° (giữa khoảng 11.570 và 15.570 km hay 7.190 và 9.670 mi) từ chấn tâm. Sóng S không thể vượt qua chất lỏng ở lõi ngoài và không được phát hiện ở góc lớn hơn 104° (khoảng 11.570 km hay 7.190 mi) từ chấn tâm. Sóng P mà đã chuyển đổi thành sóng S sau khi rời lõi ngoài có thể được phát hiện ngoài 140 độ.
Lý do của việc này là vận tốc sóng P và sóng P được quyết định bởi cả những tính chất khác nhau của những tài liệu mà chúng di chuyển qua và các mối quan hệ toán học khác nhau giữa chúng trong mỗi trường hợp. Ba tính chất là: tính không nén được  ({\displaystyle k}), khối lượng riêng ({\displaystyle p}) và độ rắn ({\displaystyle u}). Vận tốc sóng P là {\displaystyle {\sqrt {(k+{\tfrac {4}{3}}u)/p}}} trong khi vận tốc sóng S là {\displaystyle {\sqrt {(u/p)}}} và vì vậy, vận tốc sóng S hoàn toàn phụ thuộc vào độ rắn của những chất liệu nó đi qua. Tuy nhiên, chất lỏng không có độ rắn, do đó luôn luôn làm cho tốc độ sóng S bằng 0 và như vậy sóng S mất tất cả vận tốc khi đi qua một chất lỏng. Tuy nhiên, sóng P chỉ có một phần phụ thuộc vào độ rắn và như vậy vẫn duy trì tốc độ (có thể giảm đáng kể) khi đi qua một chất lỏng. Qua phân tích địa chấn của các trận động đất khác nhau và vùng tối của chúng, nhà địa chất Richard Oldham đã suy ra tính lỏng của lõi ngoài Trái Đất năm 1906.